# St. Martin (Aachen)

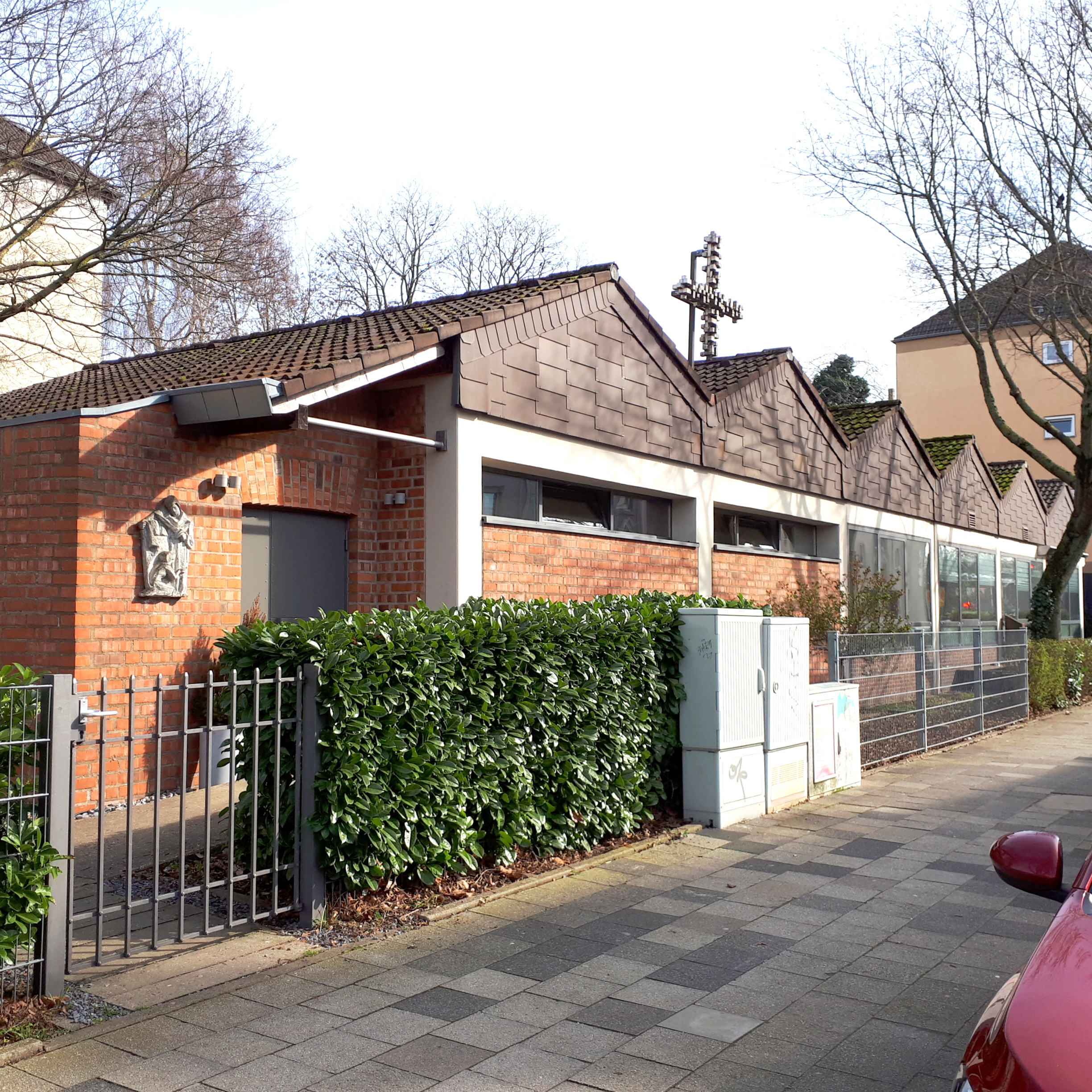
St. Martin, neu

Das Gemeindezentrum St. Martin im Aachener-Nordviertel ist eine römisch-katholische Filialkirche der Pfarrei „Christus unser Bruder“ in der „GdG Aachen-Nord“ im Bistum Aachen. Das erste Kirchengebäude wurde 1953 nach Plänen der Architektengruppe Bertram und Lang erbaut und nach der Profanierung im Jahr 2005 der Vineyard-Gemeinde übergeben. Ein Jahr später erhielt die Pfarrei mit dem als Kirchenraum ausgebauten und umgestalteten Ausbau des Pfarrheims ein neues Gemeindezentrum.

## Geschichte

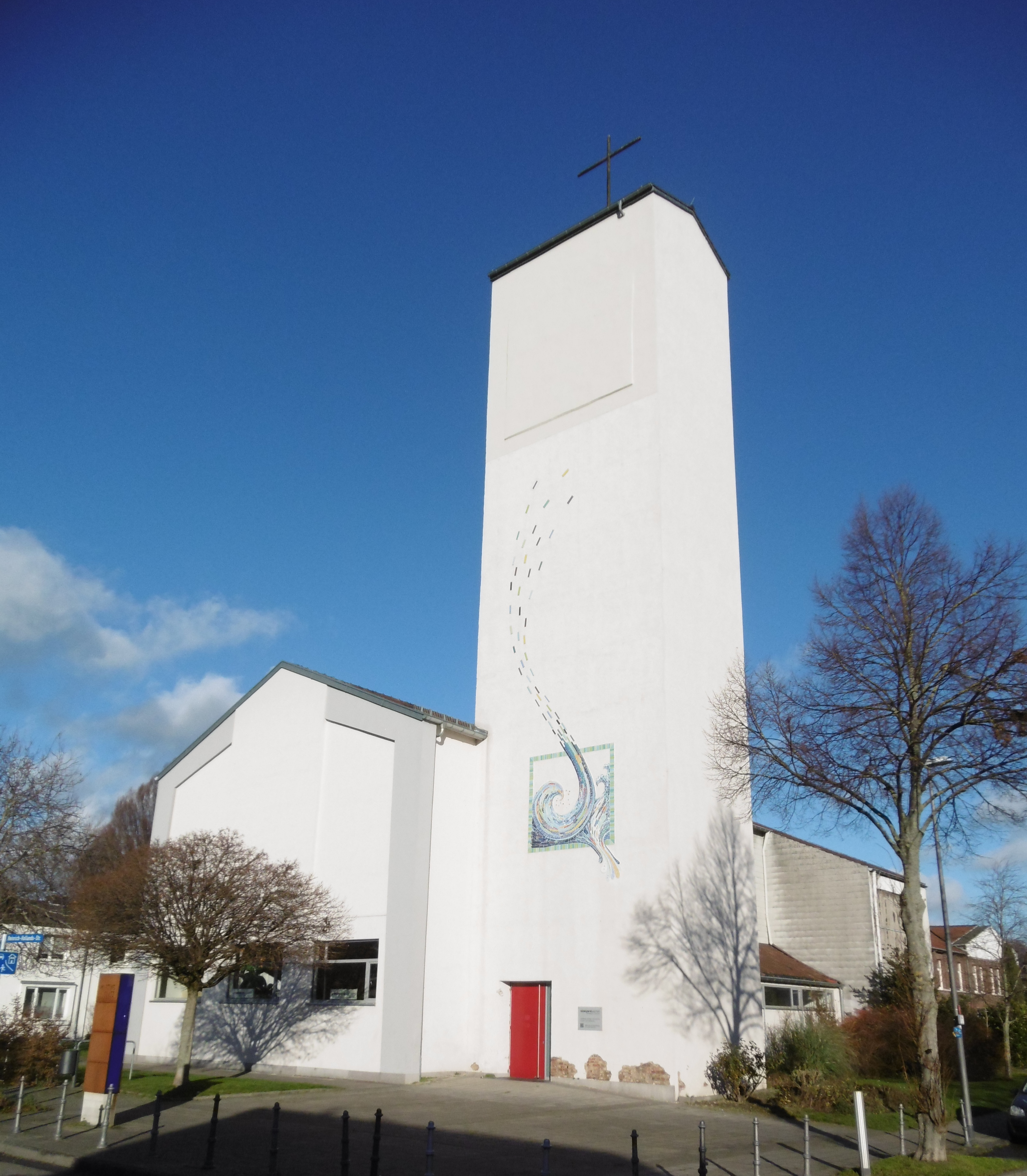
St. Martin, alt, heute Vineyard-Kirche

Seit den 1930er-Jahren wurde das Industrieviertel Aachen-Nord, wo große Unternehmen wie beispielsweise der Alte Schlachthof, Garbe, Lahmeyer & Co., Zentis und die Waggonfabrik Talbot ansässig waren, immer stärker besiedelt. Die für diesen Bereich zuständige Pfarre St. Elisabeth sah deshalb die Notwendigkeit, einen neuen Seelsorgebezirk einzurichten und gründete zu diesem Zweck 1936 den Kirchbauverein St. Martinus. Seit 1945 fanden die Andachten und Messen zunächst im Verwaltungsgebäude der Firma Talbot statt. Schließlich erfolgte die Genehmigung des Baus einer eigenen Kirche, die als Pfarrvikarie der Pfarre St. Elisabeth angegliedert und dem Patrozinium des heiligen Martin von Tours unterstellt wurde. Am 25. Mai 1953 fand die Grundsteinlegung des von dem Architektenteam Bertram und Lang entworfenen Kirchenbaus und am 29. März 1954 die Einweihung statt. Zum 1. April 1958 erfolgte dann die vermögensrechtliche Selbstständigkeit der Vikarie, die schließlich am 1. Januar 1960 zur Pfarre erhoben wurde. Nach einer ersten Grundsanierung sowie dem Bau eines Pfarrheims fand einige Monate später im Oktober 1966 die Visitation der neuen Pfarre durch Bischof Johannes Pohlschneider statt.
Im Frühjahr 1970 brach aus ungeklärten Gründen ein Feuer in der Kirche aus, wodurch aber keine allzu große Schäden verursacht wurden. Bereits am 4. Oktober des Jahres konnte wieder die Messe in der sanierten und teilweise umgebauten Kirche gelesen werden. Ein Jahr später folgte der Ausbau der Werktagskapelle. Ab dem Jahr 1976 wurde St. Martin zusammen mit St. Germanus in Haaren und St. Hubertus in Verlautenheide zu einer Pastoralgemeinschaft zusammengelegt, bei der sich die Pfarrer die Aufgaben pfarrübergreifend untereinander aufteilten.
Nachdem im Jahr 1993 zunächst Garbe, Lahmeyer & Co und ab 2002 der Schlachthof aufgelöst wurden und zugleich seit den 1990er-Jahren der Anteil der Katholiken ständig zurückgegangen war, weil es in den verbliebenen Unternehmen wie auch im Wohnumfeld mittlerweile eher Menschen anderer Glaubensrichtungen gab, ergab eine Aufrechthaltung der recht großen Kirche auch aus finanzieller Sicht keinen Sinn mehr. Daraufhin beschloss die Gemeinde, das Kirchengebäude an die Vineyard-Gemeinde,  eine charismatische Erneuerungs- und Gemeindegründungsbewegung evangelikaler Christen, zu verkaufen und das bisherige Pfarrheim im Stile einer Hauskirche auszubauen.
Am 19. Oktober 2005 fand die Profanierung von St. Martin statt und bis zur Fertigstellung des Ausbaus der neuen Kirche wurden die Gottesdienste im Saal des Pfarrheims abgehalten, der damit zur temporären Notkirche umfunktioniert wurde. Ein Jahr später war der Ausbau nach Plänen des Architekten Elmar Sommer und unter Berücksichtigung der Liturgiereform aus den 1960er-Jahren abgeschlossen. Schließlich wurde die neue Kirche am 10. Dezember 2006 durch Bischof Heinrich Mussinghoff unter Beibehaltung des Patroziniums eingeweiht.
Mit der Umstrukturierung der Gliederungseinheiten im Bistum Aachen im Jahr 2010 wurde St. Martin mit den Gemeinden St. Elisabeth, St. Germanus und St. Hubertus zur neuen Pfarre „Christus unser Bruder“ in der „GdG Aachen-Nord“ zusammengeschlossen.

## Baucharakteristik

### Alte Kirche
Die alte Martins- und heutige Vineyardkirche wurde als Saalkirche in Backsteinbauweise mit weiß getünchten Fassaden und flachem Satteldach errichtet. Der östliche Trakt des Kirchenbaus zeigt sich mit seinen seitlichen Verlängerungen als Querschiff, wodurch im Inneren ein breiter Altarraum mit einer halbrunden Apsis entstand. Davor erstreckt sich der Saal mit Platz für rund 200 Kirchenbesucher. In der kleinen Vorhalle im westlichen Trakt waren die Werktagskapelle und die Sakristei eingerichtet, an die sich südlich davon der auffallende hohe rechteckige Turm mit seinem Glockengeschoss und dem aufgesetzten schlichten Metallkreuz anschließt.
Die Fenster in dem Kirchengebäude wurden 1955 von dem Glasmaler Johannes Beeck als freie Komposition in Betonglas gestaltet, davon drei in der westlichen Giebelfassade, zwei im Altarraum und die restlichen in der Nordfassade. Einige wie beispielsweise die drei Fenster in der Westfassade wurden zwischenzeitlich gegen einfachere ausgetauscht.
Für die kirchenmusikalische Begleitung diente eine Orgel aus der Firma Stahlhuth mit zehn Registern und elektrischer Traktur.

### Neue Kirche
An der neuen Kirche ist sowohl die ursprüngliche Funktion des Pfarrhauses als auch der ausgebaute Bereich für die Kirchenfunktion deutlich zu erkennen. Sie ist ein querrechteckiger eingeschossiger Ziegelsteinbau in sechs breiten Achsen, die jeweils eigene Dreiecksgiebel und eigenständige aber miteinander verbundene Satteldächer aufweisen. Während die vier rechten Achsenabschnitte mit großen Fenstern ausgestattet sind und einen Blick in die dortigen Versammlungs- und Veranstaltungsräume freigeben, dienen die beiden linken Achsen der heutigen schlicht eingerichteten Kirche. Sie ist äußerlich dadurch markiert, dass auf dem Dach zwischen den beiden Dreiecksgiebeln ein verziertes Metallkreuz herausragt. Der Eingang mit einer breiten Metalltür befindet sich links der ersten Achse, neben der an der Mauer eine steinerne Skulptur mit dem Bildnis des heiligen Martin beim Zerteilen des Mantels angebracht ist.
Für Tageslicht in dem Kirchenraum sorgen straßenseitig ein oberlichtartiges Fensterband in der Fassade sowie rückseitig einfache Fensterscheiben im Giebeldreieck und zwei schmale hochrechteckige Wandfenster. Letztere wurden 2012 als Buntglasfenster in Bleiglasausführung von dem Glasmaler Alfred Klöcker neu gestaltet und weisen in transparenten Farben das Schwert und der geteilte Mantel als Attribute des heiligen Martin auf.
Von der sakralen Ausstattung der alten Kirche konnten Teile des Altars, das Taufbecken, das Kreuz und der Apostelleuchter sowie die Heiligenfiguren übernommen und von der Tabernakelumrandung ein Ambo geschaffen werden.
Statt einer Orgel sorgt nun ein Klavier für die musikalische Begleitung während der Gottesdienste.